# Ambystoma rivulare
Ambystoma rivulare är en groddjursart som först beskrevs av Taylor 1940.  Ambystoma rivulare ingår i släktet Ambystoma och familjen mullvadssalamandrar. IUCN kategoriserar arten globalt som otillräckligt studerad. Inga underarter finns listade i Catalogue of Life.